# Deutscher Verband für Freikörperkultur
Der Deutsche Verband für Freikörperkultur e. V. (DFK) versteht sich als Interessenvertretung der organisierten Anhänger der Freikörperkultur (FKK). Der DFK ist Mitglied im Deutschen Olympischen Sportbund (DOSB) als Verband mit besonderer Aufgabenstellung. Darüber hinaus vertritt er seine Mitglieder auf internationaler Ebene in der Internationalen Naturisten Föderation (INF), die sich auch als Interessenvertretung der nicht organisierten Naturisten versteht.

## Geschichte
Der DFK wurde am 6. November 1949 als Dachverband für die damaligen drei westlichen Besatzungszonen gegründet. Die Eintragung ins Vereinsregister erfolgte im Jahr 1953 beim Amtsgericht Hannover.
1953 ehrte der DFK einen der Pioniere der Freikörperkulturbewegung, Richard Ungewitter, ungeachtet der gegen ihn erhobenen Vorwürfe völkischer und antisemitischer Umtriebe, mit der Ehrenmitgliedschaft. 1964 wurde dagegen Adolf Koch, der sozialistische Vorkämpfer der FKK in der Weimarer Republik, vom Verband ausgeschlossen, weil er die Öffentlichkeitsarbeit zu offensiv mit sexualreformerischer Programmatik betreibe.
2007 drohte der DFK mit dem Austritt aus der INF. Zuvor hatte er einige Jahre u. a. die Verwendung der Mitgliedsbeiträge kritisiert. Nach einer persönlichen Aussprache zwischen den Verbandspitzen am 18. August 2007, bleibt der DFK der INF als einer der großen Nettozahler erhalten.
2009 fand die 60-Jahr-Feier des DFK in Dresden statt.
Die bei weitem umfangreichste Sammlung zur historischen und aktuellen Situation der Freikörperkultur, die „Internationale FKK-Bibliothek“ (ehemals Sammlung Damm – Baunatal), befindet sich im Niedersächsischen Institut für Sportgeschichte in Hannover.

## Begriff
Freikörperkultur bzw. Naturismus ist ein Lebensstil, der eine Kultur der gegenseitigen Rücksichtnahme und Solidarität und ökologisches Engagement einschließt. In diesem Sinne steht der Naturismus in der Tradition der Lebensreform, auch wenn ihm asketische Tendenz (Verzicht auf Alkohol und Nikotin, Vegetarismus usw.) zunehmend abgehen. Der Nudismus bevorzugt eine Lebensgestaltung ohne Kleidung unabhängig von weiteren positiven Zielen. Der Begriff Nudisten wird zuweilen abwertend gebraucht und ihr Nacktsein in die Nähe von Exhibitionismus gerückt. Der teilweise Missbrauch des Begriffs „FKK“ zu pornografischen Zwecken – nicht zuletzt im Internet – hat dazu geführt, dass der Begriff des Naturismus auch in Deutschland den Begriff „FKK“ zunehmend ersetzt.

## Jugend
Analog zum DFK ist die fkk-jugend e. V. organisiert. Der eigenständige Verband ist per Vertrag das Jugendwerk des DFK und vertritt – neben seinen Direktmitgliedern – in diesem die Interessen der etwa 8000 Kinder und Jugendlichen in den DFK-Vereinen. Die fkk-jugend e. V. hat mit Knud Ahlborn ihre Wurzeln in der Jugendbewegung.

## Organisation
Der DFK unterhält in Langenhagen eine Geschäftsstelle.
Zum Präsidium (Stand 2019) gehören neben dem Präsidenten Alfred Sigloch drei Vizepräsidenten (Michaela Toepper – Öffentlichkeitsarbeit, Marcus Hauss – Finanzen, Rüdiger Feddern – Sport), sowie die Bundesjugendvorsitzende der fkk-jugend, Martina Vavra.